# Edenberga
Edenberga är en småort i Ränneslövs socken i Laholms kommun, Hallands län. Edenberga är beläget mellan Laholm och Våxtorp i södra Halland. 
I Edenberga ligger gamla brandstationen, bygdegården Sunny Hill (Solbacken) och gården Edenberga. I Edenberga ligger även Laholms motorbana och Edenbergamotet.